# Town Life Ginevra
Town Life Ginevra – elektryczny mikrosamochód produkowany pod włoską marką Town Life w latach 1999 – 2008.

## Historia i opis modelu

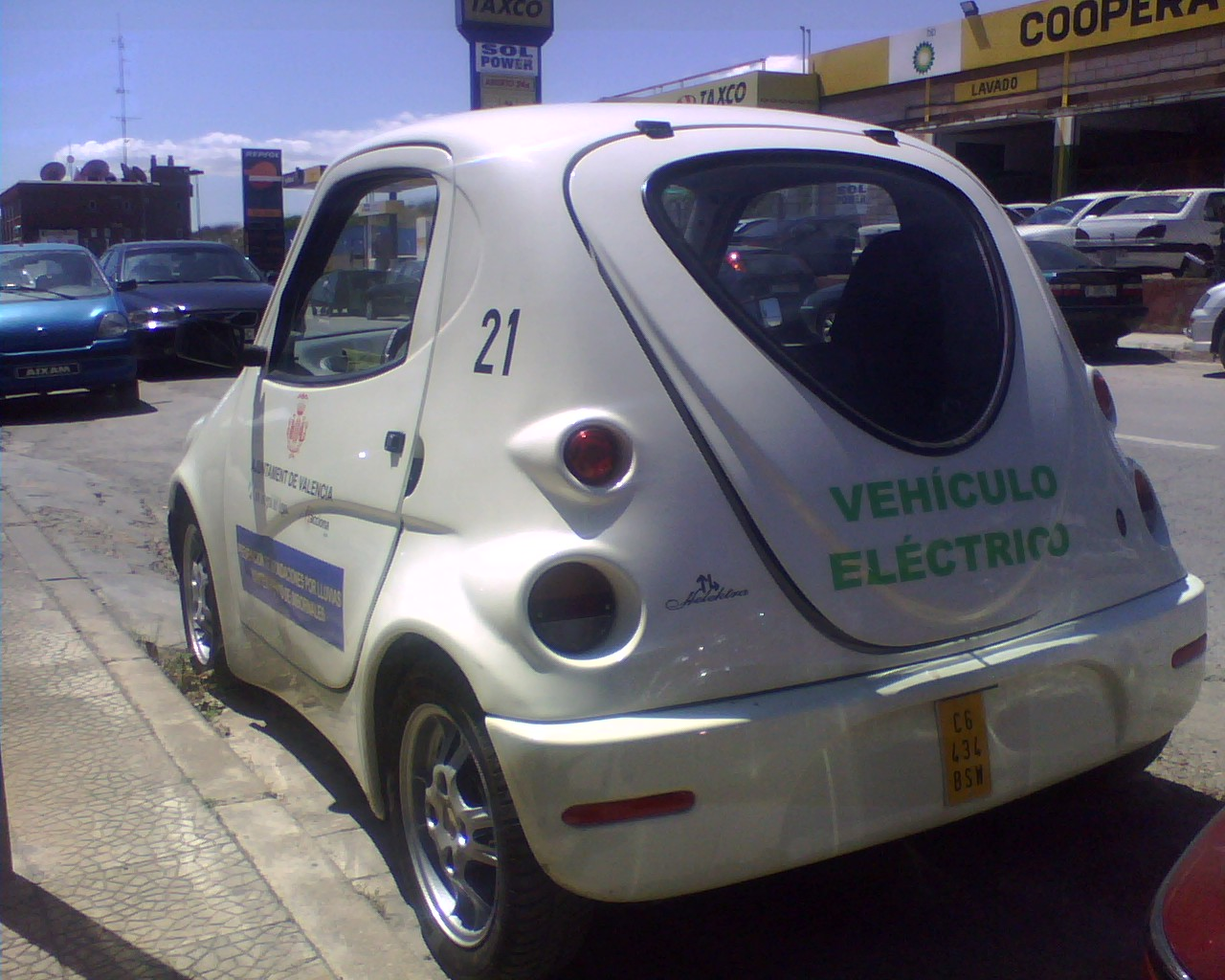
Town Life Helektra - tył

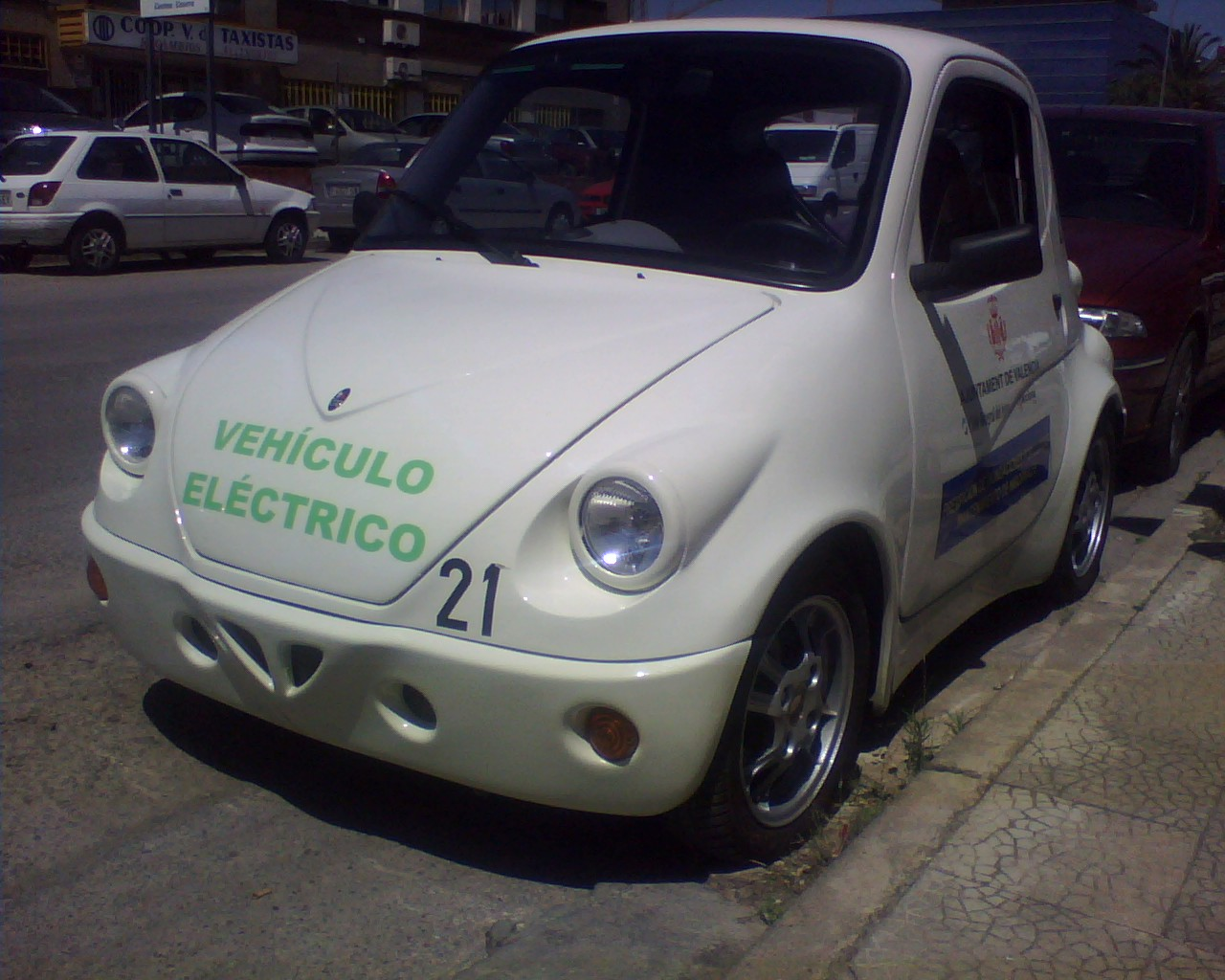
Town Life Helektra

Podczas wystawy samochodowej w Bolonii małe włoskie przedsiębiorstwo Town Life przedstawiło własnej konstrukcji mikrosamochód, którego projekt nadwozia opracował syn założyciela słynnego włoskiego producenta supersamochodów Lamborghini, Tonino Lamborghini.
Trzydrzwiowe, niewielkie nadwozie mieszczące dwóch pasażerów, które utrzymano w formie łączącej liczne łuki oraz okrągłe kształty. Kabina pasażerska utrzymana została w minimalistycznym wzornictwie, wyróżniając się centralnie umieszczonymi wskaźnikami i niewielką liczbą przełączników zredukowanych do podstawowych przycisków w konsoli centralnej.

### Helektra
Cechą wyróżniającą mikrosamochód Town Life była możliwość nabycia go w trzech wariantach napędowych. Poza standardowymi spalinowymi zasilanymi zarówno benzyną, jak i olejem napędowym, producent uwzględnił w ofercie także w pełni elektryczny wariant o nazwie Town Life Helektra. Napędzany silnikiem elektrycznym o mocy 5 KM, rozpędzał się maksymalnie do 50 km/h, a także przejeżdżał na jednym ładowaniu maksymalnie 59 kilometrów.

### Sprzedaż
Rodzina spalinowych i elektrycznych mikrosamochodów Town Life produkowana była łącznie przez 9 lat, do 2008 roku włącznie. Pojazd powstawał we włoskich zakładach produkcyjnych w mieście Foligno. Niebieski egzemplarz Town Life Ginevry umieszczony został w Muzeum Lamborghini w Sant'Agata Bolognese tuż obok ciągnika rolniczego tej firmy.

### Silniki
- R3 0.5l 15 KM
- R3 0.5l 5 KM Diesel